# Hugo Henrique Assis do Nascimento
Hugo Henrique Assis do Nascimento (*Río de Janeiro, Brasil, 27 de octubre de 1982), futbolista brasileño. Juega de delantero y su actual equipo es el Goiás Esporte Clube del Brasileirao.

## Carrera
Después de su debut en el Atlético Paranaense, Hugo pasó gran parte de su carrera en diferentes clubes de la liga brasileña, solo dejó el país en 2004 para incorporarse una temporada a las filas del Tokyo Verdy en la primera división japonesa; con el club ganó su primer título como profesional al coronar se en la Copa del Emperador. Tras su paso por Japón regresó a Brasil donde tras pasar por varios clubes fichó con el São Paulo FC, junto a ellos aumentó su palmarés ganando la liga brasileña en 2007 y 2008, su paso por este club también tuvo una mancha, pues Hugo fue castigado con 120 días de suspensión por conducta antideportiva después de que escupió al rostro del defensa del Paraná Daniel Marques da Silva durante un encuentro en que el São Paulo ganó 6-0.
En 2010 Hugo dejó de nuevo el balompié brasileño para incorporarse como refuerzo del Al-Wahda de Emiratos Árabes Unidos, quien como campeón de su país ganó el derecho de disputar la Copa Mundial de Clubes de la FIFA 2010. el Al-Wahda disputó el partido inaugural del torneo el 8 de diciembre de 2010 y Hugo fue titular en el encuentro donde al minuto 40 consiguió anotar el primer gol del partido y del torneo. su equipo eliminó por 3-0 al Hekari United de Papúa Nueva Guinea y avanzó a los cuartos de final.
Más adelante volvió a marcar para su equipo en la tanda de penales cuando disputó el quinto puesto con el Pachuca de México, aunque su disparo fue atajado el árbitro ordenó que el penal se repitiera porque Miguel Calero, portero del Pachuca, se adelantó de la línea de meta. En esta ocasión su gol no ayudó al equipo que perdió por 4-2.

## Clubes
| Club                | País                   | Año       |
| ------------------- | ---------------------- | --------- |
| EC Vitória          | Brasil                 | 1999      |
| Atlético Paranaense | Brasil                 | 1999-2000 |
| São Paulo FC        | Brasil                 | 2000      |
| CF Monterrey        | México                 | 2001      |
| Friburguense        | Brasil                 | 2001-2002 |
| Flamengo            | Brasil                 | 2002      |
| EC Juventude        | Brasil                 | 2003      |
| Tokyo Verdy 1969    | Japón                  | 2004      |
| Os Belenenses       | Portugal               | 2004      |
| Corinthians         | Brasil                 | 2005      |
| EC Juventude        | Brasil                 | 2006      |
| Grêmio              | Brasil                 | 2006      |
| São Paulo FC        | Brasil                 | 2007-2009 |
| Grêmio              | Brasil                 | 2010      |
| Al Wahda FC         | Emiratos Árabes Unidos | 2010-2012 |
| Sport Recife        | Brasil                 | 2012      |
| Goiás Esporte Clube | Brasil                 | 2013-     |

## Palmarés

### Campeonatos nacionales
| Título             | Club             | País   | Año  |
| ------------------ | ---------------- | ------ | ---- |
| Copa del Emperador | Tokyo Verdy 1969 | Japón  | 2004 |
| Brasileirao        | Corinthians      | Brasil | 2005 |
| Campeonato Gaúcho  | Grêmio           | Brasil | 2006 |
| Brasileirao        | São Paulo FC     | Brasil | 2007 |
| Brasileirao        | São Paulo FC     | Brasil | 2008 |
| Campeonato Gaúcho  | Grêmio           | Brasil | 2010 |

- Datos: Q197572